# Carl-Johan Vallgren

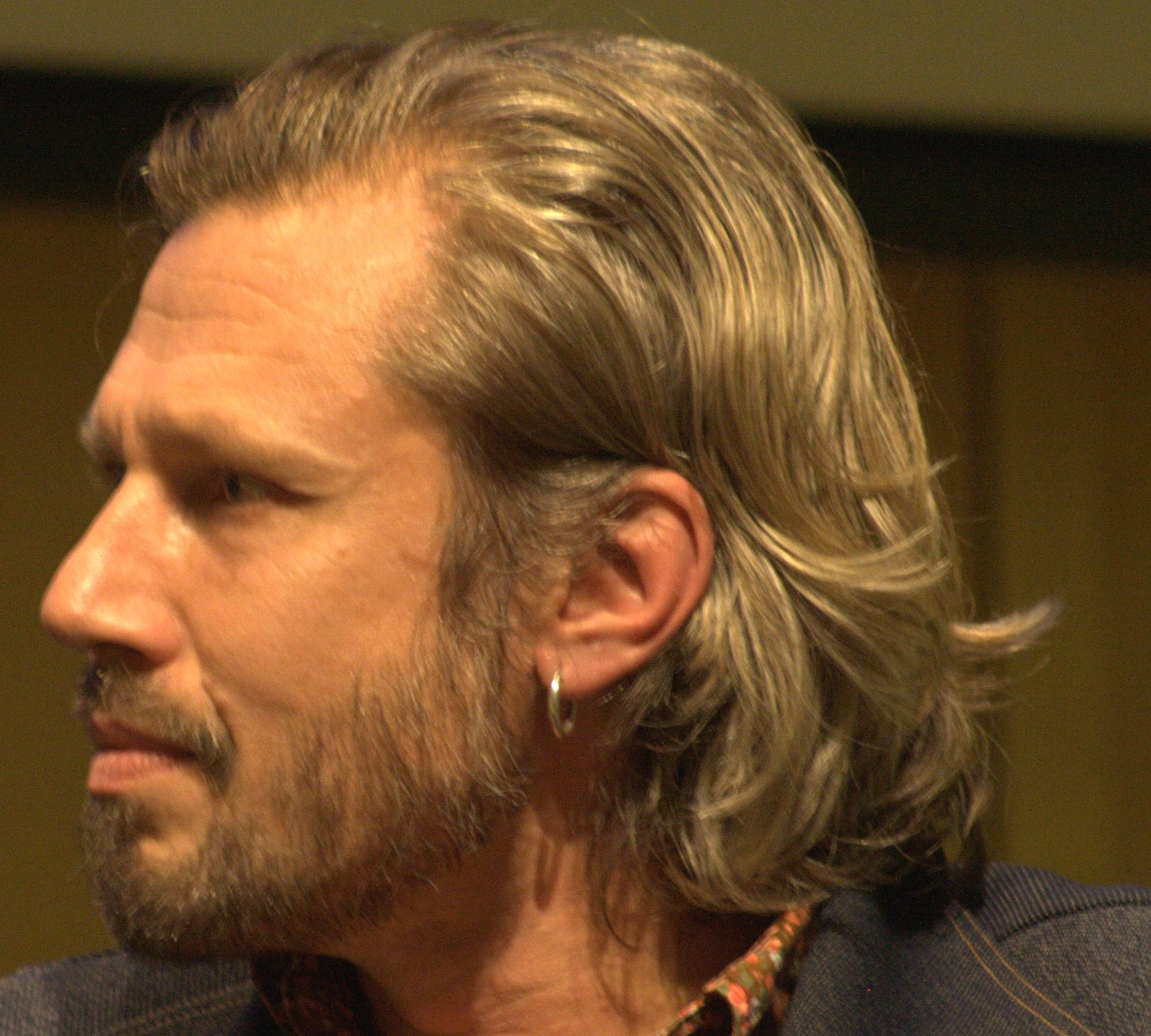
Carl-Johan Vallgren 2009

Carl-Johan Emanuel Vallgren (* 26. Juli 1964 in Linköping) ist ein schwedischer Autor und Musiker.
Carl-Johan Vallgren wuchs in Falkenberg auf und ging als Zwanzigjähriger für ein Jahr nach Indien, um einen Roman zu schreiben. Mit einem halbfertigen Manuskript zurückgekehrt, erhielt er von einem schwedischen Verlag einen Vorschuss, um das Buch fertigzustellen. Es erschien 1987 unter dem Titel Nomaden (noch nicht ins Deutsche übersetzt). Die Kurzgeschichtensammlung Weit weg (1988) entstand während eines Jahres in Frankreich und Spanien. Danach wohnte Vallgren 1988–1990 in Lund und Malmö. 1991 zog er nach Madrid und lebte dort ein Jahr, bevor er wieder nach Nordeuropa zurückkehrte, dieses Mal nach Kopenhagen, wo er bis 1993 lebte. Er verbrachte die Jahre 1993 bis 2003 in Berlin und lebt heute in Stockholm. Seine Bücher wurden in 25 Sprachen übersetzt und behandeln oft die Grenzbereiche des menschlichen Lebens.
In Der Kontrakt des Spielers geht es um einen Glücksspielsüchtigen, der in St. Petersburg an Silvester 1899/1900 seine Seele im Kartenspiel an den Teufel verliert und als Folge davon unsterblich wird und das gesamte Jahrhundert durchwandert. Für Herrn Bachmanns Broschüre ist eine Art Brief an eine fiktive Person, in der sich der Autor bissig über die schwedische Gesellschaft, ihre Medien und ihre Kultur auslässt, was diesem Buch in seinem Heimatland paradoxerweise großen Erfolg und mehrere Auflagen eingebracht hat.
Für seinen Roman Geschichte einer ungeheuerlichen Liebe hat er 2002 den August-Preis gewonnen. Darin erzählt Vallgren die Geschichte des von Geburt an missgestalteten und taubstummen, aber telepathisch begabten Zwerges Hercule Barfuss, die sich vom Beginn des 19. Jahrhunderts bis kurz vor dem Ersten Weltkrieg spannt. Das Buch war mit mehr als 300.000 verkauften Exemplaren in Schweden ein Bestseller. Seinen ersten Thriller Schattenjunge veröffentlichte  er 2013 in Schweden unter dem Pseudonym Lucifer. In Deutschland erschien dieser und seine Fortsetzung Schweine unter seinem Klarnamen. Für seinen Roman Din tid kommer erhielt Vallgrenn 2024 den Schwedischen Krimipreis.
Als Rockmusiker hat Vallgren diverse Aufnahmen veröffentlicht; in dem deutschen Kinofilm Große Mädchen weinen nicht trat er in einer Nebenrolle auf.

## Werke
- 1987: Nomaderna
- 1988: Längta bort
- 1990: Fågelkvinnan
- 1994: Berättelser om sömn och vaka
- 1996: Der Kontrakt des Spielers, 2005 (Dokument rörande spelaren Rubashov), aus dem Schwedischen von Angelika Gundlach. Claassen, München. ISBN 978-3-548-60535-7
- 1998: Für Herrn Bachmanns Broschüre, 2005 (För herr Bachmanns broschyr), aus dem Schwedischen von Angelika Gundlach. Claassen, München. ISBN 978-3-548-60544-9
- 1999: Ein Barbar in Berlin : die Stadt in 8 Kapiteln, 2000 (Berlin på 8 kapitel), aus dem Schwedischen von Angelika Gundlach. Quadriga, Berlin. ISBN 3-88679-341-9
- 2002: Geschichte einer ungeheuerlichen Liebe, 2004 (Den vidunderliga kärlekens historia), aus dem Schwedischen von Angelika Gundlach, Insel Verlag, Frankfurt am Main. ISBN 978-3-518-46015-3
- 2009: Kunzelmann & Kunzelmann, 2009 (Kunzelmann & Kunzelmann), aus dem Schwedischen von Angelika Gundlach, Insel Verlag, Frankfurt am Main. ISBN 978-3-458-17460-8
- 2012: Havsmannen
- 2013: Schattenjunge (Skuggpojken), aus dem Schwedischen von Christel Hildebrandt, Heyne Verlag, München. ISBN 978-3-453-26946-0
- 2016: Schweine. Ein Danny-Katz-Thriller. (Svinen), aus dem Schwedischen von Susanne Dahmann, Heyne Verlag, München. ISBN 978-3-453-26959-0
- 2017: Så som jag minns det. mit Persbrandt, Mikael. 2017
- 2024: Din tid kommer

## Diskografie
- 1996: Klädpoker med djävulen
- 1998: Easy listening för masochister
- 2001: Kärlek och andra katastrofer
- 2003: 2000 mil, 400 nätter
- 2004: I provinsen
- 2007: Livet
- 2010: Nattbok

## Kritik
- Karsten Kruschel: „Bei 'Die Geschichte einer ungeheuerlichen Liebe' handelt es sich um den intelligentesten Roman zum Thema Telepathie seit Robert Silverbergs 'Es stirbt in mir'; ganz nebenbei behandelt Carl-Johan Vallgren auch das Thema des Übermenschen, vermag den Liebhabern historischer Romane zu gefallen, verpaßt dem gebannten Leser einen Kurzkurs zu den Grundlagen der Gebärdensprache und liefert darüber hinaus eine veritable Liebesgeschichte, die in Schweden der Bestseller des Jahres 2002 gewesen ist." "...ein Roman, der nur ganz oberflächlich von Verkrüppelung und Behinderung handelt. Tatsächlich kommt es nur selten vor, daß ein Buch derart treu das schildert, was sein Titel aussagt. Diese Liebe zwischen Hercule und Henriette ist tatsächlich ungeheuerlich, und das nicht allein deswegen, weil der Liebende von seiner Umgebung für ein Ungeheuer gehalten wird. Carl-Johan Vallgren hat das Kunststück fertiggebracht, dieses Buch kitschfrei zu halten, was angesichts der allzeit waltenden starken Gefühle nicht selbstverständlich ist. Dabei schreckt er vor starken Szenen nicht zurück und läßt seinen Helden Abgründe durchleben, die zarteren Leserseelen heftig aufs Gemüt schlagen könnten. Selbst die Szenen, in denen Hercule die Seelen anderer Menschen liest und manipuliert, sind in sich logisch und haben nichts von dem hohlen Pathos, das sonst viele Übermenschengeschichten begleitet.“[4]